# فرانك مان
فرانك مان (بالإنجليزية: Frank Mann)‏ (17 مارس 1891 بنوتنغهام في المملكة المتحدة - 1966 بنوتنغهام في المملكة المتحدة) هو لاعب كرة قدم بريطاني (وحمل سابقاً جنسية المملكة المتحدة لبريطانيا العظمى وأيرلندا) في مركز الوسط. لعب مع أستون فيلا ومانشستر سيتي ومانشستر يونايتد وهدرسفيلد تاون.